# 二硫化氫
二硫化二氫（英語：Hydrogen disulfide），又稱過硫化氫、二硫化氢，是一種無機硫化合物，其化學式為H2S2，亦可計為(SH)2，其結構類似於過氧化氫（H2O2）與硫氧化氫（H2SO），外觀為油狀液體，且具有惡臭，常溫下容易分解為硫化氫（H2S）和硫元素。

## 結構
二硫化二氫與過氧化氫非常相似，中心有兩個硫原子和外圍兩個氫原子，即將過氧化氫的氧原子全部換成硫，但擁有不同的鍵角，像二硫化氫的H-S-S鍵擁有比過氧化氫更小、更接近直角的鍵角，並呈現順式（syn）的分子構型。
二硫化氫的分子歪斜角為90.6°，與過氧化氫的113.7°對比。在這兩種分子的鍵長O-O、 O-H、S-S、S-H依序為：1.490、0.970、2.055、1.352埃，可見二硫化氫分子大小略大於過氧化氫，而硫氧化氫則介於兩者之間。

## 合成和反應
二硫化二氫可以利用將鹼金屬或鹼土金屬的多硫化物溶於水而制得。當該溶液在-15℃下與濃鹽酸混合得到一個由混合物多硫化氫（H2Sn）組成的黃色油狀液體，並且與水分層，可以透過分餾從其他多硫化物（主要是三硫化物）分離出來
二硫化二氫在室溫條件下容易分解硫化氫和硫。在有機硫化學中，硫化氫加烯烴可以產生二硫化物和硫醇。

## 對人體的影響
二硫化二氫具有揮發性，其蒸氣具有惡臭和刺激性，被描述為「有嚴重刺激性氣味的氣體」，類似樟腦或二氯化硫，能刺激眼睛與鼻腔，並造成流淚與鼻腔刺痛等症狀。若吸入高濃度的二硫化氫蒸氣則可能導致頭暈目眩、迷失方向等症狀，重者會昏迷甚至失去意識。